# کانوالیر موستانگ
Cavalier Mustang (به انگلیسی: Cavalier_Mustang) یک هواگرد ملخ‌پیشین تک‌موتوره از نوع ضد اغتشاش ساخت شرکت Cavalier Aircraft است. هواگرد Cavalier Mustang نخستین پروازش را در ۱۹۵۸ میلادی انجام داد. در مجموع، تعداد ۲۵+ فروند از این هواگرد ساخته شده‌است.